# Кудинов (Багаевский район)
Куди́нов — хутор в Бага́евском районе Ростовской области.
Входит в состав Ёлкинского сельского поселения.

## География
Расположен в 20 км (по дорогам) северо-восточнее районного центра — станицы Багаевской. Рядом с посёлком протекает река Подпольная.

## Население
| 1989 | 2002 | 2010 |
| ---- | ---- | ---- |
| 714  | ↗847 | ↗892 |

## Улицы
| - ул. Волкова - ул. Колесникова - ул. Мирная - ул. Новая | - ул. Подпольная - ул. Семикаракорская - ул. Стадионная - ул. Школьная | - пер. Малый - пер. Северный - пер. Центральный |